# Via Cristoforo Colombo
Die Via Cristoforo Colombo ist eine Straße im südlichen Teil der italienischen Hauptstadt Rom. Sie verbindet die Altstadt Roms mit Lido di Ostia und ist Teil der Strada Statale 148 Pontina. Mit einer Länge von 27 Kilometern ist die Via Cristoforo die längste italienische Straße innerhalb einer Stadt.
Die Straße wurde 1937 unter dem Namen Via Imperiale angelegt. Während der Olympischen Sommerspiele 1960 war die Straße Austragungsort des Mannschaftszeitfahrens im Straßenradsport und des Marathonlaufs.

## Verlauf
Die Straße verläuft von der Porta Ardeatina in Richtung Süden. Sie führt als Brücke über die Via Cilicia und der Gleise nahe dem Bahnhof Roma Ostiense. Am Piazza dei Navigatori macht die Straße einen Bogen in westliche Richtung und verläuft fortan weiter in Richtung Süden durch das Stadtviertel Esposizione Universale di Roma. Dort passiert die Straße den Palazzo dello Sport und verläuft über Torrino und den Municipio X bis zur Küste im Bezirk Castel Fusano.